# Afaz Natural
Afaz Natural, de son vrai nom Anuar Fernando Alandete Zuluaga (né le 26 août 1984 à San Luis), est un rappeur colombien.

## Biographie
En 2012, Afaz Natural sort son troisième album Así soy yo. Cet album marquera un essor important dans sa carrière artistique grâce au succès national et international du single du même nom de l'album, l'amenant à vendre plus de 2 500 exemplaires uniquement en Colombie et à se produire dans des festivals nationaux tels que la Fiesta de la música, et internationaux tels que le Festival Planeta Rock au Mexique et Gira 593 en Équateur. La même année, il se présente au Rototom Reggae Contest Latino / Rototom Sunsplash (Colombie) dans la catégorie « singjay », se déclarant champion national et représentant la Colombie à la finale latino-américaine avec les gagnants de chaque pays à Buenos Aires, en Argentine, où il reçoit une mention honorable de la part des jurys du concours.
En septembre 2014, à la suite du succès de Temor, Afaz Natural décide de sortir une version remastérisée de Temor edición especial, qui comprend les titres les plus marquants de sa carrière musicale. En octobre 2014, il se produit en tant qu'invité national au plus grand et plus important festival de hip-hop latino : Hip hop al parque, alternant la scène avec des artistes internationaux tels que Boot Camp Clik et DJ Premier. En novembre 2014, Afaz Natural est nommé pour la quinzième édition des Premios Shock dans la catégorie « meilleur artiste ou groupe de hip-hop de l'année », aux côtés de plusieurs des groupes les plus importants du genre en Colombie, dont La Etnnia et Yoky Barrios, un prix qui est finalement remporté par La Etnnia.
Grâce à son travail lors de la neuvième édition des Premios Subterránica, il est nommé et déclaré vainqueur dans la catégorie « meilleur artiste de hip-hop ou RnB de l'année » et est invité pour la deuxième fois consécutive à l'un des plus importants festivals du genre en Amérique latine (Jamming Festival), alternant la scène avec divers musiciens tels que Soja, Shaggy, Cypress Hill, Alborosie, Ky-Mani Marley, Morodo, Movimiento Original, Beenie Man et Los Autén.
Pour terminer la tournée de spectacles de son album Temor 2013, il confirme sa présence à Un millón mas na, le 5 décembre 2016. Le 5 décembre 2016, il participe à l'un des festivals de hip-hop les plus importants du Pérou, aux côtés d'artistes comme Akapellah et Mamborap.
En 2015, il termine son cinquième album Crudo y sin censura. Il sort officiellement le 19 décembre 2015, clôturant l'année par un concert à Bogota. En 2017, il produit Un romántico en el ghetto et en 2019, il sort son single Tóxico.

## Discographie

### Albums studio
- 2010 : Todo a su tiempo
- 2012 : Así soy yo
- 2013 : Temor
- 2015 : Crudo y sin censura
- 2017 : Un romántico y un rude bwoy en el ghetto

### Démos
- 2008 : Siguen hablando

### Compilations
- 2014 : Temor edición especial